# Malmerspach
Malmerspach là một xã ở tỉnh Haut-Rhin trong vùng Grand Est ở đông bắc Pháp. Xã này có diện tích 2,66 km², dân số năm 1999 là 535 người. Khu vực này có độ cao 400 mét trên mực nước biển.